# Чагарниця камбоджійська
Чагарни́ця камбоджійська (Garrulax ferrarius) — вид горобцеподібних птахів родини Leiothrichidae. Ендемік Камбоджі. Раніше вважався підвидом рудоголової чагарниці, однак був визнаний окремим видом.

## Поширення і екологія
Камбоджійські чагарниці мешкають в горах Кравань на південному заході Камбоджі. Вони живуть у вологих гірськихї тропічних лісах. Зустрічаються на висоті від 800 до 1250 м над рівнем моря.

## Збереження
МСОП класифікує стан збереження цього виду як близький до загрозливого. За оцінками дослідників, популяція камбоджійських чагарниць становить від 10 до 15 тисяч птахів. Їм загрожує знищення природного середовища.